# Neorina patria
Neorina patria är en fjärilsart som beskrevs av John Henry Leech 1891. Neorina patria ingår i släktet Neorina och familjen praktfjärilar. Inga underarter finns listade i Catalogue of Life.

## Bildgalleri

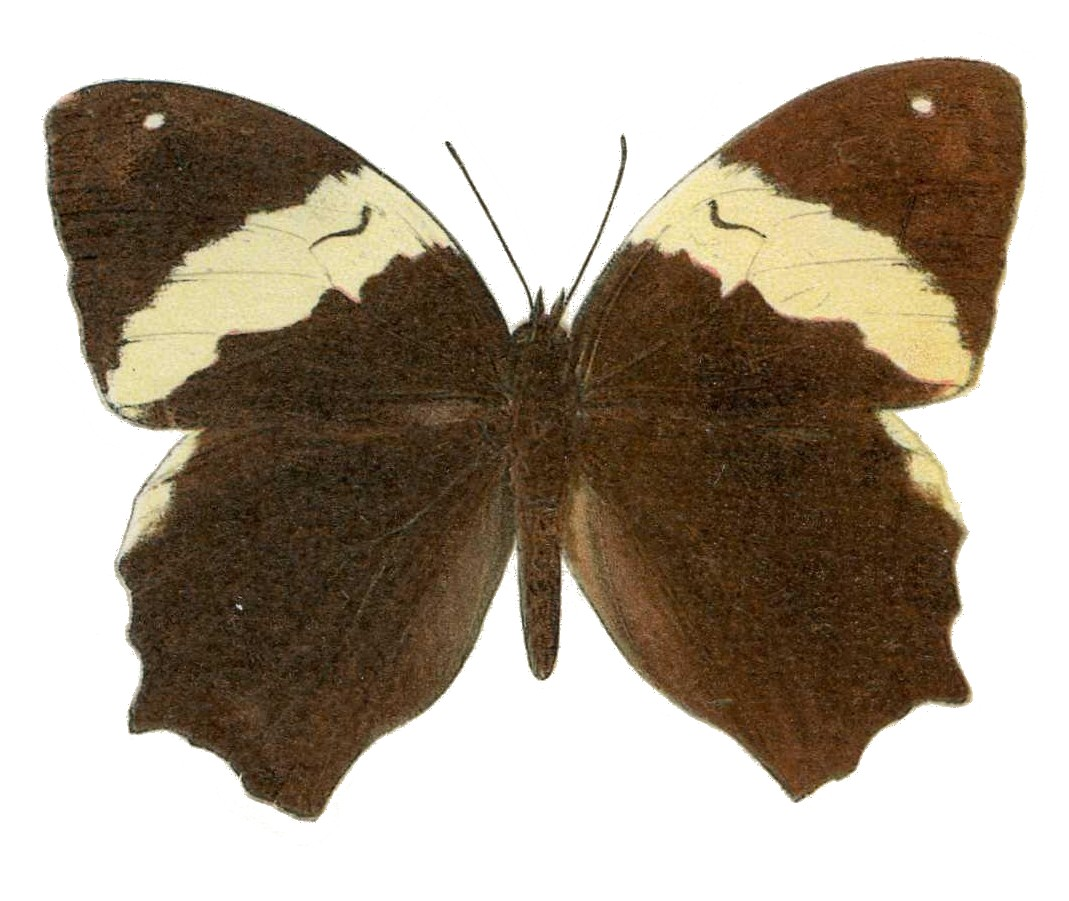
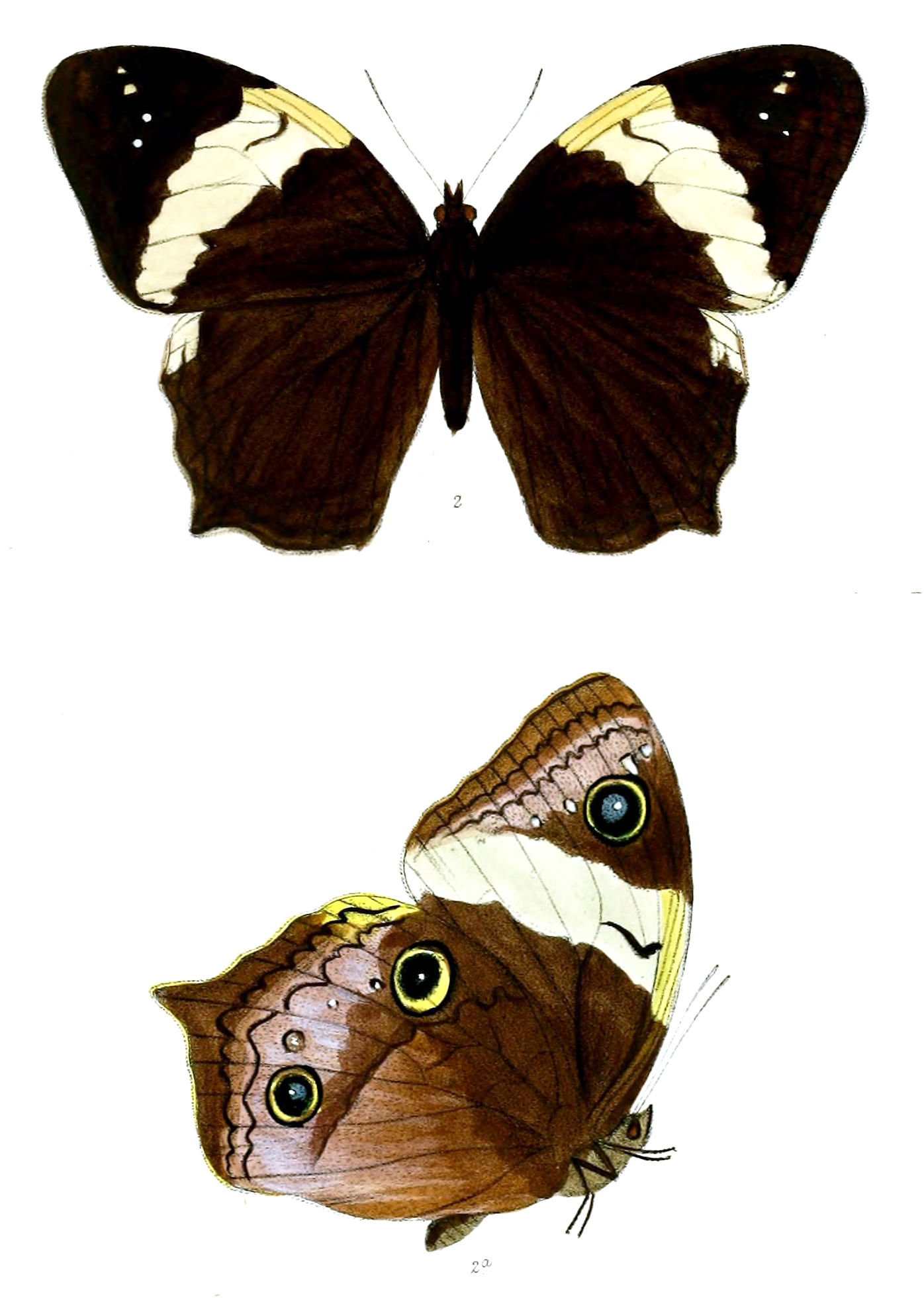